# الکسی وربوف
الکسی ایگورویچ وربوف (به روسی: Алексей Игоревич Вербов) (متولد ۳۱ ژانویهٔ ۱۹۸۲) بازیکن والیبال اهل روسیه، عضو تیم ملی والیبال روسیه و باشگاه زنیت کازان است.
الکسی از لیبروهای مطرح و موفق یک دهه اخیر والیبال بوده است. او با تیم ملی روسیه به دو مدال برنز المپیک ۲۰۰۴ آتن و ۲۰۰۸ پکن دست یافت و در چهار دوره لیگ جهانی به مدال برنز رسید و در یک دوره از مسابقات قهرمانی اروپا ۲۰۱۳ نیز قهرمانی را با روسیه تجربه نمود و در جام جهانی ۲۰۰۷ نیز با روسیه به نایب قهرمانی دست یافت.

## دست‌آوردها

### فردی
- ۲۰۰۶ قهرمانی اروپا - بهترین لیبرو
- ۲۰۰۶ قهرمانی جهان - بهترین لیبرو
- ۲۰۰۷ قهرمانی اروپا - بهترین لیبرو
- ۲۰۰۸ المپیک پکن - بهترین لیبرو
- ۲۰۰۹ قهرمانی اروپا - بهترین لیبرو
- ۲۰۰۹ لیگ جهانی - بهترین لیبرو
- ۲۰۱۳ قهرمانی اروپا - بهترین لیبرو